# Zagra
Zagra é um município da Espanha na província de Granada, comunidade autónoma da Andaluzia, de área 11,19 km² com população de 1022 habitantes (2007) e densidade populacional de 97,77 hab/km².

## Demografia
| Variação demográfica do município entre 1991 e 2004 | Variação demográfica do município entre 1991 e 2004 | Variação demográfica do município entre 1991 e 2004 | Variação demográfica do município entre 1991 e 2004 |
| --------------------------------------------------- | --------------------------------------------------- | --------------------------------------------------- | --------------------------------------------------- |
| 1991                                                | 1996                                                | 2001                                                | 2004                                                |
| 1212                                                | 1187                                                | 1140                                                | 1094                                                |